# Gavorrano
Gavorrano é uma comuna italiana da região da Toscana, província de Grosseto, com cerca de 8.358 (Cens. 2001) habitantes. Estende-se por uma área de 164,04 km², tendo uma densidade populacional de 51 hab/km². Faz fronteira com Castiglione della Pescaia, Grosseto, Massa Marittima, Roccastrada, Scarlino.

## Demografia
| Variação demográfica do município entre 1861 e 2011                               |
|                                                                                   |
| Fonte: Istituto Nazionale di Statistica (ISTAT) - Elaboração gráfica da Wikipedia |